# Osmara de León
Carmen Estrella Villamana Breto, conocida en el mundo artístico como Osmara de León, fue una bailarina, maestra y presentadora, quién aportó al desarrollo de la danza en la ciudad de Cuenca, Ecuador. El Municipio de Cuenca le dedica una calle con su nombre.(2°55′11″S 79°01′52″O / -2.9197958, -79.0312315)

## Trayectoria
Carmen Villamana Breto, conocida en el mundo artístico como Osmara de León, nació en Santiago de Cuba el 16 de julio de 1928. Fue hija de padres españoles, Antonio, que fue comerciante y Antonia, cantante de ópera. Se casó con Ricardo León Argudo y tuvieron 3 hijos, Jazmín, Irina y Ricardo  La educación de Carmen fue en España, inicialmente el Zaragoza, donde aprendió piano, solfeo y danza. Cuando tenía 9 años asistió a una presentación de danza por parte de los hermanos Sakarov (rusos), y fue a partir de ese momento que ella se apasiona por la danza  y ya para sus 18 años se convirtió en baletista profesional. 
Su trayectoria artística dio inicio en México, y con ello su nombre cambió al de Osmara de León. Su gran pasión por la danza la llevó a triunfar en varios países como: Cuba, España, Venezuela, Argentina, Estados Unidos y México. Al territorio ecuatoriano llega para presentarse en Guayaquil y posteriormente en 1952  se presentó en Cuenca en el Teatro Sucre, resultado de ello conoció al artista Ricardo León y a los 15 días de haberse conocido contrajeron matrimonio. La sociedad conservadora de ese entonces, buscaba excomulgar a la bailarina de los pies desnudos  (nombre que se le fue dado por un empresario). A pesar de varias objeciones, ella se dedicó a la enseñanza de la danza. En la década de los años 1950 ella abrió su primera academia de danza cuyo nombre era Semblanzas Morlacas. Además, fue maestra de danza en el Conservatorio José María Rodríguez, y desde 1955 trabajó en radiodifusión en la emisora Ondas Azuayas, Para la década de los años 1960, se desenvolvió como presentadora de televisión y hasta el 2010 estuvo a cargo de  programas de radio y un noticiero.